# 孙书筠
孙书筠（1922年—2011年12月8日），女，北京人。京韵大鼓表演艺术家，中国广播艺术团国家一级演员。

## 生平
1922年生于北平南城小外廊营胡同一个并不富裕的梨园家庭。六岁开始上私塾，搬家搬到东城骑河楼庙儿胡同后转到当时的第四十三小学念书，小学五年级时因为数学跟不上趟而赌气辍学回家。八岁开始随父亲学唱京剧老生，11岁时拜王文瑞为师学习京韵大鼓。16岁时到桃李园坤书馆演出，期间得到多位高人指点，业务水平大为提高。18岁初到天津在庆云戏院演出，后又得到鼓王刘宝全指点。
1953年加入中央广播说唱团，与刘宝瑞、侯宝林、马增芬、赵玉明、龙洁萍、新岚云、马增蕙等人共事。文化大革命期间曾在房山、河南等地从事重体力劳动，1975年重获登台机会。晚年从事教育工作。